# Neuroloma niinjanense
Neuroloma niinjanense là một loài rêu trong họ Andreaeaceae. Loài này được Rech.f. Botsch. mô tả khoa học đầu tiên năm 1972. Danh pháp khoa học của loài này chưa được làm sáng tỏ. 